# Stadsmolensloot
De Stadsmolensloot is een water in de Burgemeesters- en Professorenwijk in de Nederlandse stad Leiden.
Het water ligt tussen de Zoeterwoudsesingel en het Rijn-Schiekanaal en vormt de scheiding tussen de Professoren- en de Burgemeesterswijk.